# Pejoratív jelző
A pejoratív kifejezés vagy pejoratív értelmű szó, sértő vagy sértő szándékú, lekicsinylő, megbecstelenítő becsmérlő jelzős szerkezet vagy elnevezés – főleg a politikában vagy egyéb vitás helyzetben, amelyet a másik féllel elégedetlen vagy arra dühös személy használ. Egyszerűen és másképpen: szitokszó.
Ne keverjük össze a pejoratív kifejezés vagy szidalmazás és a (nyelvi) durvaság (kakofemizmus) fogalmakat: szidalmazásnak nevezzük a másik ember nem feltétlenül durva és trágár, de sértő szándékú becsmérlését, míg szitkozódásnak a (gyakorta címzés nélküli, személytelen) durva nyelvi kitöréseket. A szitokszavak érzelmileg negatívan töltött kifejezések, kimondásuk a beszélőnek többnyire megkönnyebbülést okoz. A „pejoratív” kifejezés latin eredetű (peior, ‑ius: rosszabb).

## A jelenség kapcsolatai más jelenségekkel
A negatív jelzők használata már a gyermekkorban megkezdődik, enyhe formájában a „csúnyá”-nak nevezéssel, mérsékelt formában a lehülyézéssel és végül az anyázással. Minden esetben az a feltételezés áll mögötte, hogy amit mondunk, az úgy van vagy úgy lesz. Innen származik az átkozódás, és annak különböző formái (kiátkozás, ráolvasás, szóval rontás stb.). Szándékos esetben a dolog a szómágia egyik fajtája, az a téves hitünk, hogy az elnevezés, a névadás (jelzős főnév) és a valóság között oksági vagy lényegi, sőt beteljesítő kapcsolat áll fenn (nomen est omen).
A fentieken kívül kétségtelen feszültségcsökkentő szerepük ellenére a másik fél számára verbális agresszió különböző formáinak (lásd később) számítanak.

## A politikailag korrekt (PC) nyelv problémája
A pejoratív jelzők használata ilyen formán nem ajánlatos, nemkívánatos, „politikailag nem korrekt”. Ennek ellenére már nagyon régen velünk van bizonyos nem normális, nem szokásos vagy megszokott, vagy kulturálisan idegen dolgoknak olyan jelzőkkel való ellátása, amelyek nem a tényt, hanem ezt a furcsa, esetenként kivetnivaló tulajdonságot jelzik egy elvileg azzal semmi kapcsolatban álló dologgal, nem egyszer valamilyen népcsoporttal, nemzettel. Az amerikaiak ezért egy évtizede bevezették a „politikailag korrekt” (PC) elnevezést a semleges kifejezések elterjesztésére. (Például „afro-amerikai” a „fekete” vagy „néger” szavak elkerülésére.) (Nálunk ezek a szavak viszont használatosak, mint a „fekete gazdaság” és a négerként vállalt szerzői munka.)

## Nyelvi konvenciók
Ennek ellenére ők sem tudnak megszabadulni az olyan régi nyelvi hagyományoktól, amelyeknek mára (a konfliktusok elmúltával) már semmi sértő éle nincs. Az „angolosan távozni” – angolul „to take a French leave” egy jó példa erre.
Magyarországon a „zsidó” és a „cigány” szavak ilyen értelmű összetételben való használata volt egy időben szokásos: „cigányútra ment”, „van a bankjegyek stb. között egy zsidó”, azaz a többitől eltérő. Nyilván ilyen kifejezéseket nem szitokszóként használunk. Nem ritka, hogy maguk a cigányok is cigánynak nevezik magukat, sokszor büszkeséggel (vesd össze a „gay pride” mozgalommal, amelynek tagjai PR módszereket alkalmaznak a rájuk használt negatív kifejezés tartalmi áthangolására).

## A Cyrano-probléma
Ennek ellenére számos baj származik abból, hogy ezek a megnevezések léteznek és attól függően, hogy ki használja őket, viták kiindulópontjaivá válnak. Például az új pápáról szóló egyik reggeli beszélgetős tévéműsorban (2005) Bence György filozófus önmagát úgy jellemezte, hogy „agnosztikus zsidó”, és ha holnap egy vitapartnere nevezné őt így, lehet, hogy kikérné magának.
A pejoratív szóhasználat ennek megfelelően ma bőséges kritikát kap, a vádak között szerepel az anti‑ és az ‑ellenes, akár tényleg az, akár nem. A méltatlan pejoratív jelzők használatának a vádja azonban ezen kívül még akkor is felmerülhet, ha valaki leplezni akarja a valóságot, például pejoratívnak tartja és helyteleníti a toxikus kifejezést akkor, amikor az csupán tényt állapít meg.
A pejoratív kifejezése nem azonos a kritikus, bírálatot tartalmazó fogalmazással. Sok esetben azonban kifejezetten sértő elnevezéssel egyenértékű, amelyről nem tudhat mindenki, csak az, aki az elnevezést annak találja.
Olyan esetekben, amikor a tapasztalat és akár egy eufémikus elnevezés tartalma között nagy a különbség, az eredetileg más jelentésű szó automatikusan pejoratív konnotációkat vesz fel, ld. „kommunista”, „demokrata”, „értelmiségi”, stb.

## Csúnya szavak, csúnya beszéd
A pejoratív jelentésű szavak ugyanolyan, ha nem nagyobb érdeklődést váltanak ki, mint a szép szavak, az eufémikus (megszépített, jól hangzó) kifejezések. Létezik egy Maledicta (ISSN US 0363-3659) nevű szakfolyóirat is, amely a sértő és negatívnak tartott szavak és kifejezések tanulmányozásával foglalkozik. Érdeklődési területébe tartozik az ilyen szavak eredete, etimológiája, jelentése, használata, valamint a vulgáris, obszcén, agresszív, helytelen (abúzív l. abúzus) és istenkáromló nyelv hatása. 1977 óta áll fenn (lásd külső hivatkozások).
A folyóirat a következő témákkal foglalkozik:
- Verbális agresszió (durva beszéd)
- Verbális abúzus (helytelen beszéd)
- Káromkodások
- Sértő szavak
- A visszaélés szókincse
- Szitkozódások
- Átkozódások
- Istenkáromlás
- Szkatológia
- Tiltott szavak (tabu)
- Felkiáltások
- Dicsekvés és nagyzolás
- Eufémizmusok (mesterkélten szép beszéd, túlzó szavak)
- Becéző kifejezések
- Becenevek
- Szubkultúrák argója
- Rágalmazás és becsületsértés
- Gúnynevek
- Piszkolódás (sárdobálás) (Slurs)
- Sztereotípiák
- Fajok, vallások, etnikai csoportok, nemzetiségek nevei
- Foglalkozások nevei
- Kor- és nemi csoportok
- állatok, növények, tárgyak, országok, helyek, épületek, szervezetek pejoratív elnevezései
- Tevékenységek
- Testrészek
- Tulajdonságok
- Anyagcseretermékek
- Szex tárgyú elnevezések
- Közmondások
- Szállóigék
- Hasonlatok
- Hasonlítások
- Metaforák
- Graffiti
- Szatíra és szarkazmus
- Toldalékok
- Gesztusok
- Testi erőszak
- Gyilkosság és öngyilkosság szókincse